# ヤオ語
ヤオ語（ヤオご、瑶語、勉方言、英: Iu Mien language）とは、中国やベトナムに居住するヤオ族の主要部族(過山瑶)によって話されるミエン語(Mian-Jin)の一方言で
ミャオ・ヤオ語族に属する。同じく一方言である金門方言のムン語(藍靛瑶)、漢語話者(平地瑶)等とは民族的に近い関係にある。

## 言語名別称
- ミエン語 イウミエン方言、イウ　ミエン（Iu Mien）
- 優勉語、优勉
- 高地瑶語
- 盘瑶語
- 瑶語 Mian-Jin
- 勉方言 自称“勉” Iu Mien
- Ban Yao
- Highland Yao
- Mian
- Mien
- Myen
- Pan Yao
- Yao
- Yiu Mien
- Youmian